# Commer (miejscowość)
Commer – miejscowość i gmina we Francji, w regionie Kraj Loary, w departamencie Mayenne.
Według danych na rok 1990 gminę zamieszkiwało 987 osób, a gęstość zaludnienia wynosiła 43 osób/km² (wśród 1504 gmin Kraju Loary Commer plasuje się na 584. miejscu pod względem liczby ludności, natomiast pod względem powierzchni na miejscu 454.).